# 백동수
백동수(白東脩, 1743년 ~ 1816년)은 조선 후기의 무신으로 이덕무, 박제가와 함께 《무예도보통지》의 편찬에 참여하였다. 본관은 수원, 휘는 동수(東脩), 자는 영숙(永叔), 호는 야뇌(野餒), 인재(靭齋)이다.

## 생애
백동수는 신임사화에 연루되어 죽은 충장공 백시구(白時耉)의 증손이며, 백상화(白尙華)의 손자다. 아버지는 절충장군(折衝將軍) 행용양위부호군(行龍驤衛副護軍) 백사굉(白師宏)이다. 이덕무의 처남이기도 하다. 조부인 백상화가 서자였기에 신분상 서얼에 속하였다.
1743년에 태어난 백동수는 ‘검선(劍仙)’이라 불리던, 김체건의 아들 김광택에게 조선검법을 전수받는 한편, 도가적 전통 단학으로 내공을 쌓고 만약의 부상에 대비해 의술까지 익혔다. 이처럼 그는 청년시절에는 학문을 멀리하고 무협의 세계에 깊이 빠져들어 주위의 우려를 사기도 했다. 다행히도 그의 주위에는 연암 박지원, 이덕무 같은 좋은 친구들이 있었다.
1771년(영조 47) 신묘(辛卯) 식년시(式年試) 병과(丙科) 무과에 급제하여 선전관에 제수되었으나 서얼이라는 신분상의 한계와 숙종대 이후부터 지독하게 퍼진 만과(萬科)로 인해 관직 수가 턱없이 부족해 벼슬을 얻지 못하였다.
1773년 가난을 이유로 식솔들과 함께 미련 없이 한성을 떠나 강원도 기린협으로 들어가 직접 농사를 짓고 목축을 하면서 세월을 보냈다.
이렇게 10 여년간 낙백 시절을 보내다가 1776년(정조 즉위년) 정조가 친위군영인 장용영을 조직하면서 서얼 무사들을 등용할 때 창검의 일인자로 추천받았고, 1787년(정조 11) 집춘영(集春營) 초관(哨官)을 거쳐 1788년(정조 12) 어영청 초관(哨官)을 역임하였다.
1789년(정조 13) 분수문장(分守門將)에 제수되고, 장용영 초관(哨官)을 지내고, 이해 4월 새로운 무예서를 편찬하라는 정조의 명에 따라 검서관(檢書官)이었던 이덕무, 박제가와 함께 무예도보통지의 편찬에 참여하였다.
1790년(정조 14) 부사직(副司直)에 단부되고, 이해 6월 3일 훈련주부(訓鍊主簿)에 제수되었다. 1791년(정조 15) 훈련판관(訓鍊判官)에 제수되고, 1792년(정조 16) 충청도 비인현감(庇仁縣監)을 역임하였다. 1795년(정조 19) 혜경궁 홍씨 환갑 탄신(誕辰) 진찬(進饌) 때 장용영 초관에서 훈련첨정(訓鍊僉正)으로 가설(加設)되었다. 1796년(정조 20) 장흥고주부(長興庫主簿)를 거쳐 1802년(순조 2) 평안도 박천군수(博川郡守)에 제수되고, 파총(把摠)을 겸(兼)하였다.
1806년(순조 6) 영의정 이병모가 관서의 탐오(貪汚) 함을 아뢰길, "법을 왜곡하지 않고 뇌물을 받았다는 것으로 논하여 죄를 1천리 유형(流刑)에 그치었으나 원지 정배(遠地定配)한 다음, 이어서 금고(禁錮)의 전형을 실시하소서."라고 청하자 순조가 말하기를, “해부(該府)에서 이미 도계를 보고 그 죄상을 알고 있으니 이같이 의율(擬律)하는 것이 어떻겠는가?”하고, 그대로 따라 경상도 단성현(慶尙道 丹城縣)에 정배(定配)되었다.
다시 서용되어 1810년(순조 10) 군기부정(軍器副正)에 제수되고, 1816년 향년 74세로 운명하였다.

## 가족관계
- 증조부 : 백시구(白時耉, 1649~1722), 평안병사 증호조판서
  - 조부 : 서자 백상화(白尙華, 1691~1768), 장연현감
    - 부 : 백사굉(白師宏, 1721~1792), 동지중추부사
      - 부인 : 진주 유씨(晉州柳氏, 1738~1790)[2]
        - 아들 : 백심진(白心鎭)
        - 아들 : 백성진(白性鎭)

      - 동생 : 백동간(白東侃)

## 인물 평
이덕무는 《청장관전서》에서 "백동수는 딴 세상을 노니는 사람 같았다."고 평했다. 중년에는 학문에 뜻을 두어 박지원, 성대중 같은 대학자들로부터 ‘무(武)로써 문(文)을 일궜다’는 평가를 받았다.

## 백동수를 연기한 배우

### 드라마
- 김성실 - 2007년 (이산) MBC
- 지창욱 - 2011년 (무사 백동수) SBS

### 영화
- 오지호 - 2012년 (바람과 함께 사라지다)

## 같이 보기
- 《무사 백동수》: 그의 생애를 배경으로 한 SBS 퓨전드라마
- 《이산》
- 《무예도보통지》